# Kancelář prezidenta Slovenské republiky
Kancelář prezidenta Slovenské republiky plně zabezpečuje prezidentovi Slovenské republiky podmínky pro výkon ústavních pravomocí a dalších povinností spojených s prováděním funkce hlavy státu.

## Charakteristika
Kancelář prezidenta Slovenské republiky vznikla 1. ledna 1993 v návaznosti na vznik samostatné Slovenské republiky a zvolení prvního prezidenta Slovenské republiky Michala Kováče. Zajišťuje věci spojené s výkonem funkce a pravomocí prezidenta dané Ústavou Slovenské republiky, ústavními zákony a jinými obecně závaznými právními předpisy. Podílí se na přípravě vnitřek a zahraničněpolitických aktivit prezidenta, zajišťuje jejich protokolárně, zpracovává odborné podklady, pečuje o sídlo prezidenta Slovenské republiky a objekty, které má ve své zprávě – Prezidentský (Grasalkovičův) palác, část Karáčoniho paláce, rezidence prezidenta, zámeček Hohenlohe v Tatranské Javorině ve Vysokých Tatrách. V současnosti Kancelář prezidenta Slovenské republiky sídlí v prezidentském paláci na Hodžově náměstí v Bratislavě a v části blízkého Karáčoniho palác na Štefánikově ulici. Součástí kanceláře jsou dvě regionální pracoviště v Košicích a Banské Bystrici. Pracoviště v Banské Bystrici bylo 1. ledna 2021 zrušeno. V čele kanceláře prezidenta stojí vedoucí Kanceláře prezidenta Slovenské republiky, kterého jmenuje prezident.

## Dosavadní vedoucí Kanceláře prezidenta Slovenské republiky
- Prof. PhDr. Ján Findra, DrSc. (1993–2000)
- Ing. Ľudovít Macháček (2000–2001)
- Ing.Jozef Sirotňák (2001–2002)
- Ing. Jozef Stank, CSc. (2002–2004)
- Dr.h.c. prof. JUDr. Milan Čič, DrSc. (2004–2012)
- JUDr. Ján Šoth (2012–2015)
- Mgr. Štefan Rozkopál (2015 – 2021)[2]
- JUDr. Metod Špaček, Ph.D. (2021 - 2024)
- JUDr. Peter Vodráška, LL.M. (2024 - doposud)

## Vojenská kancelář prezidenta Slovenské republiky
Prezident Slovenské republiky vykonává i funkci hlavního velitele ozbrojených sil Slovenské republiky, která mu vyplývá z Ústavy Slovenské republiky. Pro zajištění jejích úkolů slouží Vojenská kancelář prezidenta Slovenské republiky, která není součástí Kanceláře prezidenta České republiky, ale přímou složkou ozbrojených sil. Do její působnosti patří i Čestná stráž prezidenta Slovenské republiky. V čele vojenské kanceláře stojí náčelník jmenován prezidentem Slovenské republiky.

## Dosavadní náčelníci Vojenské kanceláře prezidenta Slovenské republiky
- Genpor. Ing. Mojmír Hergovič (1993–2004)
- Brig. gen. Ing. Jaroslav Murín (2004–2007)
- Genpor. Ing. Marián Áč, PhD. (2007–2015)
- Brig. gen. Ing. Vladimír Šimko (2015 – dosud)

## Kontakty na kancelář
Kontakt na kancelář prezidenta v platné v roce 2016 – tak jak je uvedeno na web.archive.org